# Rhynchodontodes orientes
Rhynchodontodes orientes är en fjärilsart som beskrevs av Brandt 1938. Rhynchodontodes orientes ingår i släktet Rhynchodontodes och familjen nattflyn. Inga underarter finns listade.